# Jacques Mauclair
Pour les articles homonymes, voir Mauclair.
Jacques Mauclair, né le 12 janvier 1919 à Paris et mort dans la même ville le 20 décembre 2001, est un comédien, dramaturge et metteur en scène français.

## Biographie
En 1945, il entre dans la troupe de Louis Jouvet où il reste jusqu'en 1949. Il joue notamment dans La Folle de Chaillot et Dom Juan. Il fait ses premières mises en scène à partir de 1953 avec des créations d'Henry de Montherlant, Adamov, Brecht, Ionesco, Eduardo De Filippo, Molière, Pirandello, Obaldia, Tchékhov…
Il prend ensuite la direction du Théâtre de l'Alliance française où il présente entre autres Le roi se meurt et Les Chaises d'Ionesco, Célimare le bien-aimé de Labiche. Il se passionne véritablement pour le répertoire de Ionesco et s'y consacre pendant plusieurs années en le faisant découvrir à la France entière. Il se consacre également à des mises en scène à la Comédie-Française : Oncle Vania de Tchékhov, L'Avare de Molière…
En 1976, il crée le Théâtre du Marais, 37 rue Volta à Paris, où il monte de nombreuses pièces : Tourgueniev, Ostrowski, et toujours et encore Ionesco. Malgré tout le dévouement de Jacques Mauclair, son Théâtre ferme en avril 1999 avant d'être repris par le cours Florent en mai 2000.
Acteur reconnu et metteur en scène de talent, il est récompensé à plusieurs reprises : un Molière pour sa mise en scène de L'Avare, Grand Prix de la mise en scène, Grand Prix national du théâtre en 1993…
On le voit également dans de nombreux films et téléfilms, comme dans la série policière Les Cinq Dernières Minutes avec Raymond Souplex, mais également dans l'émission Au théâtre ce soir de Pierre Sabbagh.
Il finit sa carrière avec un bilan de plus de 350 rôles à son actif.
Il meurt en 2001 et sa femme Lubow en 2016.

## Filmographie

### Cinéma
- 1950 : Souvenirs perdus de Christian-Jaque : le photographe (dans le sketch Une statuette d'Osiris)
- 1957 : Nathalie de Christian-Jaque : Émile Truffaut
- 1959 : La Femme et le Pantin de Julien Duvivier : Stanislas Marchand
- 1961 : Vacances en enfer de Jean Kerchbron
- 1961 : Par-dessus le mur de Jean-Paul Le Chanois
- 1961 : Les Sept Péchés capitaux de Sylvain Dhomme, Max Douy et Eugène Ionesco (dans le sketch La Colère)
- 1963 : Les Bonnes Causes de Christian-Jaque : Georges Boisset, le voisin
- 1963 : Trois de perdues de Gabriel Axel : Overbetjenten
- 1964 : Aurélia d'Anne Dastrée (moyen métrage) : le gardien du cimetière
- 1964 : Banco à Bangkok pour OSS 117 d'André Hunebelle : M. Smith
- 1966 : Le Roi de cœur de Philippe de Broca : le maire
- 1970 : Rêves érotiques de Gabriel Axel : Elises mand
- 1977 : Solveig et le violon turc de Jean-Jacques Grand-Jouan
- 1978 : Brigade mondaine de Jacques Scandelari
- 1981 : La Puce et le Privé de Roger Kay : le médecin
- 1997 : On connaît la chanson d'Alain Resnais : un docteur

### Doublage
- 1965 : Le Docteur Jivago : Alexandre Maximovitch Gromeko (Ralph Richardson)
- 1967 : Astérix le Gaulois : Jules César
- 1975 : Barry Lyndon : Sir Charles Reginald Lyndon (Frank Middlemass)
- 1976 : Josey Wales hors-la-loi : le sénateur Lane (Frank Schofield)
- 1977 : La Ballade de Bruno : le médecin (Vaclav Vojta)
- 1978 : Le Jeu de la mort : Dr Land (Dean Jagger) (1er doublage)
- 1979 : Bienvenue, mister Chance : Benjamin « Ben » Turnbull Rand (Melvyn Douglas)
- 1989 : Indiana Jones et la Dernière Croisade : le chevalier du Graal (Robert Eddison)

### Télévision

#### «Au Théâtre ce Soir»
1. 1966 : Blaise de Claude Magnier, réalisation Pierre Sabbagh, Théâtre Marigny (Metteur en scène)
2. 1967 : Les Pigeons de Venise d'Albert Husson, réalisation Pierre Sabbagh, Théâtre Marigny (Metteur en scène)
3. 1967 : Ami-ami de Pierre Barillet et Jean-Pierre Gredy, réalisation Pierre Sabbagh, Théâtre Marigny (Metteur en scène)
4. 1969 : La mariée est trop belle de Michel Duran, réalisation Pierre Sabbagh, Théâtre Marigny (Metteur en scène)
5. 1969 : Service de nuit de Muriel Box et  Sydney Box, réalisation Pierre Sabbagh, Théâtre Marigny (Metteur en scène)
6. 1970 : Et l'enfer Isabelle ? de Jacques Deval, réalisation Pierre Sabbagh, Théâtre Marigny (Metteur en scène)
7. 1971 : Une histoire de brigands de Jacques Deval, réalisation Pierre Sabbagh, Théâtre Marigny (Casimir, Metteur en scène)
8. 1971 : Pour Karine (Metteur en scène)
9. 1972 : Une femme libre d'Armand Salacrou, réalisation Pierre Sabbagh, Théâtre Marigny (Metteur en scène)
10. 1972 : Un inspecteur vous demande de John Boynton Priestley, réalisation Pierre Sabbagh, Théâtre Marigny (L'inspecteur, Metteur en scène)
11. 1974 : La Grande Roue de Guillaume Hanoteau, réalisation Georges Folgoas, Théâtre Marigny (Lazarino, Metteur en scène)
12. 1975 : Il était une gare de Jacques Deval, réalisation Pierre Sabbagh, Théâtre Édouard VII (Louvet, Metteur en scène)
13. 1976 : Une femme presque fidèle de Jacques Bernard, réalisation Pierre Sabbagh, Théâtre Édouard VII (Léonce, Metteur en scène)
14. 1977 : Le Séquoïa de George Furth, réalisation Pierre Sabbagh, Théâtre Marigny (Le papa, Metteur en scène)
15. 1977 : La Fessée de Jean de Létraz, réalisation Pierre Sabbagh, Théâtre Marigny (Metteur en scène)
16. 1978 : Le Greluchon délicat de Jacques Natanson, réalisation Pierre Sabbagh, Théâtre Marigny (Metteur en scène)
17. 1978 : Jérôme des nuages de Guillaume Hanoteau, réalisation Pierre Sabbagh, Théâtre Marigny (Metteur en scène)
18. 1979 : Zozo, mise en scène Jacques Ardouin, réalisation Pierre Sabbagh, Théâtre Marigny (Auteur de la pièce)
19. 1981 : Les Pas perdus de Pierre Gascar, réalisation Pierre Sabbagh, Théâtre Marigny (Metteur en scène)
20. 1981 : Le Pique-assiette d'Ivan Tourgueniev, réalisation Pierre Sabbagh, Théâtre Marigny (Metteur en scène)

#### Séries télévisées
- 1956 : En votre âme et conscience : L'Affaire Hugues de Jean Prat
- 1956 : En votre âme et conscience, épisode La Mort de Monsieur de Marcellange de  Claude Barma
- 1956 : Énigmes de l'histoire : Le Secret de Mayerling de Stellio Lorenzi
- 1957 : Énigmes de l'histoire : L'Homme au masque de fer de Stellio Lorenzi
- 1957 : Énigmes de l'histoire : La Double Mort du tsar Alexandre Ier
- 1957 : Énigmes de l'histoire : Le Chevalier d'Éon
- 1958 : La caméra explore le temps : L'exécution du duc d'Enghien de Stellio Lorenzi
- 1959 : La caméra explore le temps : L'énigme de Pise de Stellio Lorenzi
- 1958 : Les Cinq Dernières Minutes, épisode 8 : Un sang d'encre de Claude Loursais : Marcel Bourgoin
- 1959 : En votre âme et conscience :  L'Affaire Benoît" de Claude Barma
- 1962 : Les Cinq Dernières Minutes, épisode 27 : Un mort à la une de Pierre Nivollet : Albert Guéret
- 1966 : Le Théâtre de la jeunesse : Les Deux Nigauds de René Lucot : le président du tribunal
- 1966 : En votre âme et conscience, épisode : L'Affaire Bouquet de  Pierre Nivollet
- 1969 : Allô police : Au diable la malice d'Adonis Kyrou
- 1971 : Arsène Lupin, 1 épisode : L'Agence Barnett de Jean-Pierre Decourt : le Baron
- 1974 : À vous de jouer Milord de Christian-Jaque
- 1974 : Messieurs les jurés : L'Affaire Savigné-Montorey de Pierre Nivollet
- 1978 : Brigade mondaine de Jacques Scandelari
- 1978 : Mazarin de Pierre Cardinal : Théophraste Renaudot
- 1981 : Le Mythomane, 1 épisode : Fausse Mornifle : le propriétaire
- 1981 : Martine Verdier de Bernard Toublanc-Michel : le docteur Ténèque
- 1981 : Histoire contemporaine de Michel Boisrond : le général Cartier de Chalmot
- 1982 : L'Adieu aux as de Jean-Pierre Decourt
- 1982 : Médecins de nuit de Jean-Pierre Prévost, épisode : Le Mensonge (série télévisée) : Père Marec

#### Téléfilms
- 1954 : Une enquête de l'Inspecteur Grégoire de Pierre Viallet, épisode La Dame de Pont-Saint-Maxence
- 1958 : L'Alcade de Zalamea de Pedro Calderón de la Barca, adaptation d'Alexandre Arnoux, réalisation de Marcel Bluwal : L'Alcade Pedro Crespo
- 1965 : Les Fourberies de Scapin de Jean Kerchbron
- 1965 : Gaspard des montagnes de Jean-Pierre Decourt : Maître Chargnat
- 1966 : Le Chevalier d'Harmental de Jean-Pierre Decourt
- 1971 : L'Homme qui rit de Jean Kerchbron
- 1972 : Comme avant, mieux qu'avant d'Yves-André Hubert : Dr Silvio Gelli
- 1974 : Président Faust de Jean Kerchbron : Boucard
- 1974 : Macbett de Jacques Trébouta : Duncan
- 1975 : Amédée ou Comment s'en débarrasser de Marion Sarraut : Amédée
- 1977 : Les Rebelles de Pierre Badel : Flubel
- 1979 : La Main coupée de Jean Kerchbron
- 1979 : Le Procès de Riom d'Henri Calef : Me Ribet
- 1979 : Avoir été de Roland-Bernard : Théophane, dit Capitaine
- 1980 : Une page d'amour d'Élie Chouraqui : le père de Pauline et Juliette
- 1981 : Les Avocats du diable d'André Cayatte
- 1982 : Adieu de Pierre Badel : le baron de Jaude
- 1987 : La Baleine blanche de Jean Kerchbron : Dr Lournel
- 1995 : La Duchesse de Langeais de Jean-Daniel Verhaeghe
- 2000 : La Chambre des magiciennes de Claude Miller : le mari d'Eléonore

## Théâtre

### Auteur dramatique
- Zozo
- Oncle Otto
- Une répétition au Théâtre du Crime, 1940
- Texas-Story
- Un chien gros comme ça
- La Créole opiniâtre
- Arlequin Superstar
- Le Misanthrope chez Molière ou l'Impromptu du Marais
- Nuits calines

### Comédien
- 1945 : La Folle de Chaillot de Jean Giraudoux, mise en scène Louis Jouvet, Théâtre de l'Athénée
- 1950 : L'École des femmes de Molière, mise en scène Hubert Gignoux, Centre dramatique de l'Ouest
- 1952 : Le Joueur d'Ugo Betti, mise en scène André Barsacq, Théâtre de l'Atelier
- 1952 : L'Éternel Mari de Fiodor Dostoïevski, mise en scène Jacques Mauclair, Théâtre de la Gaîté-Montparnasse
- 1953 : Victimes du devoir d'Eugène Ionesco, mise en scène Jacques Mauclair, Théâtre du Quartier Latin, Théâtre des Célestins
- 1953 : La Femme du condamné d'Henry Monnier, Théâtre des Célestins
- 1954 : Le Seigneur de San Gor de Gloria Alcorta, mise en scène Jacques Mauclair et Henri Rollan, Théâtre des Arts
- 1955 : L'Éternel Mari de Fiodor Dostoïevski, mise en scène Jacques Mauclair, Studio des Champs-Élysées
- 1955 : Le Ping-pong d'Arthur Adamov, mise en scène Jacques Mauclair, Théâtre des Noctambules
- 1956 : Les Chaises d'Eugène Ionesco, mise en scène Jacques Mauclair, Studio des Champs-Elysées
- 1956 (juin) : La Servante d'Evolène de René Morax, mise en scène René Morax et J. Béranger, Théâtre du Jorat (Mézières en Suisse) : Séverin
- 1957 : Péricles, prince de Tyr de William Shakespeare, mise en scène René Dupuy, Théâtre de l'Ambigu
- 1958 : Oncle Otto de et mise en scène Jacques Mauclair, Théâtre Edouard VII
- 1960 : Les Chaises d'Eugène Ionesco, mise en scène Jacques Mauclair, Studio des Champs-Elysées
- 1960 : Madame Sans-Gêne de Victorien Sardou, mise en scène Alfred Pasquali, Théâtre de l'Ambigu
- 1961 : Liliom de Ferenc Molnár, mise en scène Jean-Pierre Grenier, Théâtre de l'Ambigu
- 1962 : Le roi se meurt d'Eugène Ionesco, mise en scène Jacques Mauclair, Théâtre de l'Alliance française
- 1962 : Cecè de Luigi Pirandello, mise en scène Jacques Mauclair, Théâtre de l'Alliance française
- 1962 : L'Éternel Mari de Fiodor Dostoïevski, mise en scène Jacques Mauclair, Théâtre de l'Alliance française
- 1963 : Le roi se meurt d'Eugène Ionesco, mise en scène Jacques Mauclair, Festival du Jeune Théâtre Liège
- 1963 : Les Salutations et Scène à quatre d'Eugène Ionesco, mise en scène Jacques Mauclair, Festival du Jeune Théâtre Liège
- 1963 : La Tempête de William Shakespeare, mise en scène Jacques Mauclair, Théâtre de l'Alliance française
- 1963 : Célimare le bien-aimé d'Eugène Labiche et Alfred Delacour, mise en scène Jacques Mauclair, Théâtre de l'Alliance française
- 1964 : Un jardin sur la mer de Claude Vermorel, mise en scène Jacques Mauclair, Théâtre de l'Alliance française
- 1964 : Le Monstre Turquin de Carlo Gozzi, mise en scène André Barsacq, Théâtre de l'Atelier
- 1965 : Ce soir on improvise de Luigi Pirandello, mise en scène André Barsacq, Théâtre de l'Atelier
- 1966 : L'Idiot d'après Dostoïevski, adaptation et mise en scène André Barsacq, Théâtre de l'Atelier
- 1966 : Le roi se meurt d'Eugène Ionesco, mise en scène Jacques Mauclair, Théâtre de l'Athénée
- 1967 : Les Chaises d'Eugène Ionesco, mise en scène Jacques Mauclair, Théâtre Gramont
- 1968 : Roméo et Juliette de William Shakespeare, mise en scène Michael Cacoyannis, TNP Théâtre de Chaillot
- 1968 : Le roi se meurt d'Eugène Ionesco, mise en scène Jacques Mauclair, Festival de la Cité Carcassonne Théâtre du Midi
- 1968 : Brève Rencontre & Nous dansions... de Noël Coward, mises en scène Jacques Mauclair, Théâtre Saint-Georges
- 1969 : Bienheureux les violents de Diego Fabbri, mise en scène Raymond Gérôme, Théâtre Hébertot
- 1969 : La Paille humide d'Albert Husson, mise en scène Michel Roux, Théâtre de la Michodière
- 1969 : Le roi se meurt d'Eugène Ionesco, mise en scène Jacques Mauclair, Festival de Bellac, Festivals d'été
- 1969 : Les Chaises d'Eugène Ionesco, mise en scène Jacques Mauclair, tournée
- 1969 : L'Éternel Mari de Fiodor Dostoïevski, mise en scène Jacques Mauclair, tournée
- 1970 : Le roi se meurt d'Eugène Ionesco, mise en scène Jacques Mauclair, Théâtre de l'Athénée
- 1970 : Les Adieux de la Grande Duchesse de Bernard Da Costa, mise en scène Jacques Mauclair, Poche Montparnasse
- 1971 : Le Septième Commandement : Tu voleras un peu moins... de Dario Fo, mise en scène Jacques Mauclair, Festival de la Cité Carcassonne, festivals d'été
- 1971 : Les Trois Mousquetaires d'Alexandre Dumas, mise en scène Michel Berto, Festival de la Cité Carcassonne
- 1971 : Torquemada de Victor Hugo, mise en scène Denis Llorca, Théâtre du Midi : Festival de la Cité Carcassonne, Festival de Marsillargues, Festival de Collioure, Festival de la mer Sète
- 1971 : Les Chaises d'Eugène Ionesco, mise en scène Jacques Mauclair, Théâtre de l'Alliance française
- 1971 : La Lacune d'Eugène Ionesco, mise en scène Jacques Mauclair, Théâtre de l'Alliance française
- 1971 : La Jeune Fille à marier d'Eugène Ionesco, mise en scène Jacques Mauclair, Théâtre de l'Alliance française
- 1972 : Macbett d'Eugène Ionesco, mise en scène Jacques Mauclair, Théâtre de l'Alliance française
- 1972 : Tueur sans gages d'Eugène Ionesco, mise en scène Jacques Mauclair, Théâtre de l'Alliance française
- 1973 : Le roi se meurt d'Eugène Ionesco, mise en scène Jacques Mauclair, Festival d'Angers
- 1973 : Ce formidable bordel ! d'Eugène Ionesco, mise en scène Jacques Mauclair, Théâtre Moderne
- 1974 : Ce formidable bordel ! d'Eugène Ionesco, mise en scène Jacques Mauclair, Théâtre des Célestins
- 1974 : Macbett d'Eugène Ionesco, mise en scène Jacques Mauclair, Festival de Vaison-la-Romaine
- 1975 : Les Adieux de la Grande Duchesse de Bernard Da Costa, mise en scène Jacques Mauclair, Théâtre Rive Gauche
- 1975 : L'Homme aux valises d'Eugène Ionesco, mise en scène Jacques Mauclair, Théâtre de l'Atelier
- 1976 : La Créole opiniâtre de Jacques Mauclair, mise en scène de l'auteur, Théâtre du Marais
- 1976 : Les Chaises d'Eugène Ionesco, mise en scène Jacques Mauclair, Théâtre des Célestins, Théâtre de Boulogne-Billancourt
- 1977 : Le Cosmonaute agricole de René de Obaldia, mise en scène Jacques Mauclair, Théâtre du Marais
- 1979 : Arlequin Superstar de Jacques Mauclair, mise en scène de l'auteur, Théâtre du Marais
- 1980 : Dracula Waltz de Marcel Kervan, mise en scène Monique Mauclair, Théâtre du Marais
- 1982 : Arlequin Superstar de Jacques Mauclair, mise en scène de l'auteur, Théâtre du Thor
- 1983 : Le roi se meurt d'Eugène Ionesco, mise en scène Jacques Mauclair, Théâtre du Marais
- 1985 : L'Éternel Mari d'après Fiodor Dostoïevski, mise en scène Jacques Mauclair, Théâtre du Marais
- 1986 : La Comédie sans titre d'Italo Svevo, mise en scène Jacques Mauclair, Théâtre du Marais
- 1987 : En famille, on s'arrange toujours ! d'Alexandre Ostrovski, mise en scène Jacques Mauclair, Théâtre du Marais
- 1988 : Le Grand Invité de Victor Haïm, mise en scène Jacques Mauclair, Théâtre du Marais
- 1989 : L'Avare de Molière, mise en scène Jacques Mauclair, Théâtre du Marais
- 1993 : Antonio Barracano d'Eduardo De Filippo, mise en scène Jacques Mauclair, Théâtre du Marais
- 1993 : Les Chaises d'Eugène Ionesco, mise en scène Jacques Mauclair, Théâtre du Marais
- 1995 : Noël chez les Cupiello d'Eduardo De Filippo, mise en scène Jacques Mauclair, Théâtre du Marais
- 1997 : Sik-Sik, Jaki-Jako d'Eduardo De Filippo, mise en scène Jacques Mauclair, Théâtre du Marais
- 1998 : Petites pièces d'Anton Tchekhov, mise en scène Jacques Mauclair, Théâtre du Marais

### Metteur en scène
- 1952 : L'Éternel Mari de Fiodor Dostoïevski, Théâtre de la Gaîté-Montparnasse
- 1952 : La Jarre de Luigi Pirandello, Théâtre de Babylone
- 1952 : Méfie-toi, Giacomino de Luigi Pirandello, Théâtre de Babylone
- 1952 : Cecè de Luigi Pirandello, Théâtre de Babylone
- 1953 : Victimes du devoir d'Eugène Ionesco, Théâtre du Quartier Latin
- 1953 : Tous contre tous d'Arthur Adamov, Théâtre de l'Œuvre
- 1954 : Le Seigneur de San Gor de Gloria Alcorta, mise en scène avec Henri Rollan, Théâtre des Arts
- 1955 : L'Éternel Mari de Fiodor Dostoïevski, Studio des Champs-Elysées
- 1955 : Le Ping-pong d'Arthur Adamov, Théâtre des Noctambules
- 1956 : Les Chaises d'Eugène Ionesco, Studio des Champs-Elysées
- 1957 : Les Pas perdus de Pierre Gascar, Théâtre Fontaine
- 1958 : Oncle Otto de Jacques Mauclair, Théâtre Edouard VII
- 1958 : Oscar de Claude Magnier, Théâtre des Bouffes-Parisiens, Théâtre de l'Athénée
- 1959 : Veillons au salut de l'Empire de Charles Prost, Théâtre des Arts
- 1959 : Blaise de Claude Magnier, Théâtre des Nouveautés
- 1960 : Les Chaises d'Eugène Ionesco, Studio des Champs-Elysées
- 1960 : Carlotta de Miguel Mihura, adaptation Emmanuel Roblès, Théâtre Edouard VII
- 1960 : Une nuit chez vous Madame de Jean de Létraz, Théâtre de l'Ambigu-Comique
- 1960 : Mère Courage et ses enfants de Bertolt Brecht, Festival de Sarlat
- 1960 : Dix Millions cash de Raymond Vincy et Francis Lopez, Théâtre de la Porte-Saint-Martin
- 1961 : Oncle Vania d'Anton Tchekhov, Comédie-Française
- 1961 : Les Chaises d'Eugène Ionesco, Studio des Champs-Elysées
- 1961 : Adieu prudence de Leslie Stevens, adaptation Pierre Barillet et Jean-Pierre Gredy, Théâtre du Gymnase
- 1961 : Le Petit Bouchon de Michel André, Théâtre des Variétés
- 1961 : Moulin à poivre de Robert Rocca et Jacques Grello, Les Trois Baudets
- 1962 : La Brigitta de Jacques Audiberti, Théâtre de l'Athénée
- 1962 : L'Avare de Molière, Comédie-Française
- 1962 : N'écoutez pas Mesdames de Sacha Guitry, Théâtre de la Madeleine
- 1962 : Le roi se meurt d'Eugène Ionesco, Théâtre de l'Alliance française
- 1962 : Oscar de Claude Magnier, Théâtre en Rond
- 1963 : Les Salutations et Scène à quatre d'Eugène Ionesco, Festival du Jeune Théâtre Liège
- 1963 : La Tempête de William Shakespeare, Théâtre de l'Alliance française
- 1963 : La Voyante d'André Roussin, Théâtre de la Madeleine
- 1963 : Célimare le bien-aimé d'Eugène Labiche et Alfred Delacour, Théâtre de l'Alliance française
- 1964 : Un jardin sur la mer de Claude Vermorel, Théâtre de l'Alliance française
- 1964 : Lorsque l'enfant paraît d’André Roussin, Théâtre des Nouveautés
- 1965 : Le Dossier Oppenheimer de Jean Vilar, Théâtre des Célestins
- 1965 : Les Chaises d'Eugène Ionesco, Théâtre Gramont
- 1966 : La Maison de Bernarda Alba de Federico García Lorca, Théâtre Récamier
- 1966 : Le roi se meurt d'Eugène Ionesco, Théâtre de l'Athénée
- 1967 : Les Chaises d'Eugène Ionesco, Théâtre Gramont
- 1967 : Tueur sans gages d'Eugène Ionesco, Festival du Marais
- 1967 : L'Émigré de Brisbane de Georges Schéhadé, Comédie-Française
- 1968 : La Leçon d'Eugène Ionesco, Festival de la Cité Carcassonne, Festival de Collioure, Théâtre du Midi
- 1968 : Service de nuit de Muriel Box et Sydney Box, Théâtre Gramont
- 1968 : Brève Rencontre & Nous dansions... de Noel Coward, Théâtre Saint-Georges
- 1968 : Service de nuit de Muriel Box et Sydney Box
- 1969 : Le roi se meurt d'Eugène Ionesco, Festival de Bellac
- 1969 : Pour Karine d'Arieh Chen, Théâtre des Mathurins
- 1969 : Le Manège de Lanford Wilson, Théâtre Le Kaléidoscope
- 1969 : Les Rivaux d'eux-mêmes de Carlo Goldoni, Festivals d'été
- 1969 : Le Bon Saint-Éloi de Pierrette Bruno, Théâtre de la Potinière
- 1970 : Le roi se meurt d'Eugène Ionesco, Théâtre de l'Athénée
- 1970 : Les Adieux de la Grande Duchesse de Bernard Da Costa, Poche Montparnasse
- 1971 : Le Locataire de Joe Orton, Théâtre Moderne
- 1971 : Le Septième Commandement : Tu voleras un peu moins... de Dario Fo, Théâtre du Midi, Festival de la Cité Carcassonne, Théâtre national de l'Odéon
- 1971 : Les Chaises d'Eugène Ionesco, Théâtre de l'Alliance française
- 1971 : La Lacune d'Eugène Ionesco, Théâtre de l'Alliance française
- 1971 : La Jeune Fille à marier d'Eugène Ionesco, Théâtre de l'Alliance française
- 1972 : Macbett d'Eugène Ionesco, Théâtre de l'Alliance française
- 1972 : Le Locataire de Joe Orton, Petit Théâtre de Paris
- 1972 : La Camisole de Joe Orton, Petit Théâtre de Paris
- 1972 : Tueur sans gages d'Eugène Ionesco, Théâtre de l'Alliance française
- 1973 : Ce formidable bordel ! d'Eugène Ionesco, Théâtre Moderne
- 1973 : Rivaux d'eux-mêmes de Carlo Goldoni, Théâtre Hébertot
- 1974 : La Polka de Patrick Modiano, Théâtre du Gymnase
- 1974 : Bonne fête Amandine d'Albert Husson, Théâtre des Célestins
- 1975 : Les Adieux de la Grande Duchesse de Bernard Da Costa, Théâtre Rive Gauche
- 1975 : La guerre de Troie n'aura pas lieu de Jean Giraudoux, Théâtre des Célestins
- 1975 : Le Tableau d'Eugène Ionesco, Nouveau Carré Silvia Monfort
- 1975 : L'Homme aux valises d'Eugène Ionesco, Théâtre de l'Atelier
- 1976 : La Cantatrice chauve d'Eugène Ionesco, Théâtre des Célestins
- 1976 : Trafalgar, Ba-Ta-Clan
- 1976 : Le Séquoïa de George Furth, Théâtre de l'Athénée
- 1976 : La Créole opiniâtre de Jacques Mauclair, Théâtre du Marais
- 1977 : Électre de Sophocle, Théâtre du Marais
- 1977 : La Grande Roue de Guillaume Hanoteau
- 1977 : Le Cosmonaute agricole de René de Obaldia, Théâtre du Marais
- 1979 : Arlequin Superstar de Jacques Mauclair, Théâtre du Marais
- 1979 : Les Amours de Don Perlimpin de Federico García Lorca, Théâtre du Marais
- 1980 : Ta bouche livret Yves Mirande, lyrics Albert Willemetz, musique Maurice Yvain, Théâtre Daunou, Théâtre des Bouffes-Parisiens
- 1980 : Le Pique-Assiette d'Ivan Tourgueniev, Théâtre du Marais
- 1981 : Henri IV de Luigi Pirandello, Théâtre du Marais
- 1982 : Messe pour un sacre viennois de Bernard Da Costa, Petit Odéon
- 1982 : Le Misanthrope chez Molière ou l'impromptu du marais de Jacques Mauclair, Théâtre du Marais
- 1983 : La Cerisaie d'Anton Tchekhov
- 1983 : Le roi se meurt d'Eugène Ionesco, Théâtre du Marais
- 1984 : Androclès et le lion de George Bernard Shaw, Théâtre du Marais
- 1985 : L'Éternel Mari d'après Fiodor Dostoïevski, Théâtre du Marais
- 1986 : La Comédie sans titre d'Italo Svevo, Théâtre du Marais
- 1986 : L'Idiot d'après Fiodor Dostoïevski, Théâtre Mouffetard
- 1987 : En famille, on s'arrange toujours ! d'Alexandre Ostrovski, Théâtre du Marais
- 1988 : Le Grand Invité de Victor Haïm, Théâtre du Marais
- 1988 : Le Prince de Hombourg de Heinrich von Kleist, Théâtre Mouffetard
- 1989 : L'Avare de Molière, Théâtre du Marais
- 1989 : De Sacha à Guitry d'après l'œuvre de Sacha Guitry, Théâtre Marigny
- 1990 : Laetitia de Peter Shaffer, Théâtre Renaud-Barrault
- 1993 : Les Chaises d'Eugène Ionesco, Théâtre du Marais
- 1993 : Antonio Barracano d'Eduardo De Filippo, Théâtre du Marais
- 1994 : L'Addition de Maurice Horgues
- 1995 : Noël chez les Cupiello d'Eduardo De Filippo, Théâtre du Marais
- 1997 : Drôles d’oiseaux de Pierre Chesnot, Théâtre du Palais-Royal
- 1997 : Sik-Sik, Jaki-Jako d'Eduardo De Filippo, Théâtre du Marais
- 1997 : De Sacha à Guitry d'après l'œuvre de Sacha Guitry, Théâtre Fontaine
- 1998 : Petites pièces d'Anton Tchekhov, Théâtre du Marais
- 1998 : L'Idiot d'après Fiodor Dostoïevski, mise en scène avec Gérard Caillaud, Théâtre 14 Jean-Marie Serreau

## Distinctions
- 1989 : Molière du théâtre privé pour la mise en scène de L'Avare de Molière
- 1992 : Prix du Brigadier pour la mise en scène de L'École des femmes de Molière
- 1992 :  Commandeur de l'ordre des Arts et des Lettres en qualité de « comédien, metteur en scène, directeur de théâtre »[4]
- 1993 : Grand Prix national du théâtre

## Publications
- Le Nombril / Le Misanthrope chez Molière ou l'impromptu du marais
- Les Grimaces d'un vieux singe
- Une répétition au Théâtre du Crime

## Discographie
- Les Saints Patrons : Saint Pierre, dit par Jacques Mauclair, 45 tours, deux titres.
- Samson et Dalila, d’après l’Ancien Testament, avec les voix de Jacques Mauclair, Yves Furet et Françoise Spira, 45 tours.